# 헬 온 휠즈
헬 온 휠즈(Hell on Wheels)는 2011년 11월 6일부터 2016년 7월 23일까지 AMC에서 방영한 서부 드라마이다.